# Thomas Hunter (színművész)
Thomas O′Driscoll Hunter (Savannah, Georgia, 1932. december 19. – Norwalk, Connecticut, 2017. december 27.) amerikai színész, forgatókönyvíró.

## Filmjei

### Színészként
- Mit csináltál a háborúban, papa? (What Did You Do in the War, Daddy?) (1966)
- Sziklák vére (Un fiume di dollari) (1966)
- Hawk (1966, tv-sorozat, egy epizódban)
- 3 pistole contro Cesare (1967)
- Liebesnächte in der Taiga (1967)
- Lo sbarco di Anzio (1968)
- El magnífico Tony Carrera (1968)
- La legione dei dannati (1969)
- Gunsmoke (1969, tv-sorozat, egy epizódban)
- Revenge (1969)
- Gebissen wird nur nachts - das Happening der Vampire (1971)
- Madness - Gli occhi della luna (1971)
- X312 - Flug zur Hölle (1971)
- Il sorriso del ragno (1971)
- Carlos (1971, tv-film)
- Equinozio (1971)
- Appointment with Destiny (1972, tv-sorozat, egy epizódban)
- Le serpent (1973)
- Wer stirbt schon gerne unter Palmen? (1974)
- The 'Human' Factor (1975)
- A Cassandra-átjáró (The Cassandra Crossing) (1976)
- La legge violenta della squadra anticrimine (1976)
- The Act (1984)

### Forgatókönyvíróként
- The ′Human′ Factor (1975)
- Végső visszaszámlálás (The Final Countdown) (1980)